# Pueblo armenio
Los armenios (Հայ, Ai) son un pueblo originario de Oriente Próximo, la meseta armenia y la península de Anatolia. El idioma armenio, hablado por este pueblo, pertenece a la familia de las lenguas indoeuropeas. Cabe señalar que el idioma armenio forma una rama independiente y única en Eurasia, tal y como sucede también con el persa antiguo.
El pueblo armenio nace y se desarrolla a lo largo de los siglos en el Cáucaso y la meseta armenia, la cual está situada entre el Cáucaso, la meseta de Irán y la península de Anatolia. Una gran concentración de armenios ha permanecido en la región, especialmente en la Armenia actual, aunque muchos de ellos están dispersos por todo el mundo. Los armenios han tenido una presencia significativa en países como Rusia, Georgia e Irán debido a su proximidad geográfica.
Después del genocidio armenio, el territorio habitado históricamente por los armenios en la meseta armenia se redujo a una pequeña parte de su extensión original, al oriente de la Meseta, donde se sitúan hoy en día la república de Armenia y parte de Georgia. También habitaban en el Alto Karabaj, en Azerbaiyán, hasta su éxodo en 2023 tras la caída de la república de Artsaj. Los supervivientes del genocidio armenio que huyeron a Oriente Próximo, Europa Oriental, Francia, los Estados Unidos, Argentina, Brasil y otros países dieron lugar a la numerosa diáspora armenia. Se estima que hay unos 7 millones de armenios en todo el mundo fuera de Armenia.
En el año 301, Armenia se convirtió en el primer país del mundo en adoptar el cristianismo como la religión oficial del estado, aunque, según la tradición, el cristianismo ya había empezado a propagarse en Armenia poco después de la muerte de Cristo debido a los esfuerzos de dos de sus apóstoles: san Judas Tadeo y san Bartolomé. Ambos están considerados como los fundadores de la Iglesia apostólica armenia, a la cual se adhieren la mayoría de los armenios.
Respecto al idioma armenio, este tiene dos dialectos principales que son mutuamente inteligibles: el armenio oriental, hablado sobre todo en Armenia, Irán y las exrepúblicas soviéticas, y el armenio occidental, hablado especialmente en la diáspora armenia. También es considerado como dialecto del armenio el homshetsi, lengua de los hamshenis orientales, que viven en la región de Hopa Hamshen (provincia de İzmir), cerca de la costa de Turquía.
Los armenios han desarrollado una cultura moderna singular a través de contactos con Europa y Asia. La danza y música tradicional del país se encuentran entre las más antiguas, ricas y originales en el Cercano Oriente, siendo aprendidas y practicadas aún. La cocina armenia, tan antigua como el propio pueblo, es una combinación de diferentes sabores y variedades nativas de las tierras altas del país. Con el paso del tiempo, se ha extendido a las naciones vecinas y al Nuevo Mundo por la diáspora armenia.

## Etimología
Históricamente, el nombre de Armenia, que ha llegado a designar a nivel internacional de este grupo étnico, fue usado por primera vez por los países vecinos de la antigua Armenia. Sin embargo, los armenios se llaman a sí mismos Hay (Հայ; En plural: Հայեր, Hayer). La palabra ha dado tradicionalmente honor al nombre del legendario fundador de la nación armenia, Haik, que también es un popular nombre armenio.  En otras fuentes literarias como son las griegas, romanas, judías, asirias, babilónicas, persas y otras se traduce y translitera el nombre Togarma (en el idioma asirio es Ti-garimmu) padre de los armenios de tres prefijos raíces, estas son; Bet (casa)- To ( tell y tur en lengua árabe equivale a monte y en lenguas hermanas til, te, to, ta equivalen a colina, cerro y figuradamente a reino)- Garma (que significa los hijos de Gomer o Cimerios que viven en los montes) quedando muy bien traducida en la Biblia como; Bet Togarma, escita criador de mulas, burros y caballos, Ezequiel:38.

## Orígenes

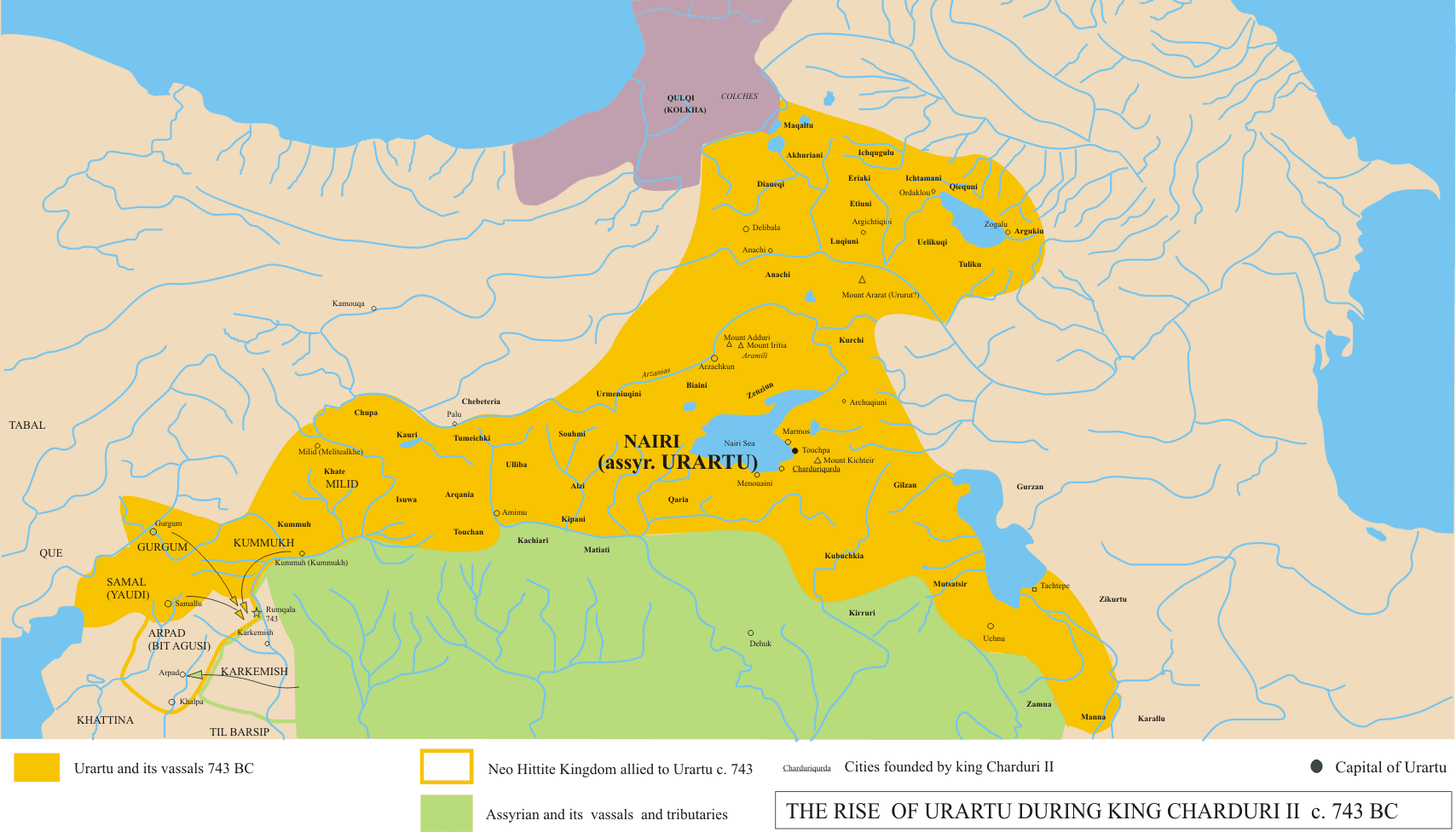
El Reino de Urartu la época de Sarduris II en el año 743 d. C.

Armenia ha estado habitada desde tiempos prehistóricos. Su territorio está ubicado en las altas montañas que rodean el bíblico monte Ararat, en el que, según las Escrituras judeocristianas, se estacionó el Arca de Noé después del Diluvio y en el siglo VII a. C. habría sido poblado por los descendientes de Togarma biznieto de Noé y criador de mulas y caballos. (La Santa Biblia Génesis 8:4 y 10:3).
Los arqueólogos han hallado pruebas de que Armenia fue uno de los primeros lugares de la civilización humana y es considerada como la cuna de la agricultura y de la civilización en sus primeras etapas. Desde 6000 a. C. hasta 1000 a. C., herramientas tales como lanzas y hachas e instrumentos de cobre, bronce y hierro, se producen comúnmente en Armenia y se comercializan en tierras vecinas, donde los metales son menos abundantes. El territorio de Armenia es también el candidato más destacado para haber albergado a la legendaria Aratta, que se menciona en los registros Sumeria.
Los arqueólogos se refieren a la cultura Shulaveri-Shomu de la región de transcaucasia central, incluyendo lo que es actualmente Armenia, como la cultura prehistórica más primitiva en la zona, con fecha datada en carbono alrededor del 6000 a. C. - 4000 a. C. Sin embargo, recientemente se ha descubierto la tumba datada de aproximadamente 9000 a. C. Otra cultura muy antigua ha sido llamada Kura-Araxes -asignada al periodo (4000 a. C. - siglo XXIII a. C.), y más tarde desarrollada en la cultura Trialeti (siglo XXIII a. C. - 1500 a. C.). Así, se considera que los armenios pudieron haber sido uno de los más antiguos grupos indoeuropeos.
En 1984 Thomas Gamkrelidze y Vyacheslav V. Ivanov formularon la hipótesis según la cual el urheimat o territorio de origen de los proto-indoeuropeos estaba localizado en la Meseta Armenia. Un estudio reciente de Gray y Atkinson, que aplicó herramientas estadísticas para analizar la evolución genética del léxico de las lenguas indoeuropeas, encontró que la localización más probable de su lugar de origen común fue Asia Menor, y el idioma armenio (a partir de un grupo bien definido hablándolo) se separó hacia el 5300 a. C.
Desde la Edad de Bronce, varios estados florecieron en la zona de la Gran Armenia, incluido el Imperio hitita (en la cúspide de su poder), Mitani (al suroccidente de la Armenia histórica) y Hayasa-Azzi (siglo XVII a. C.-siglo XIII a. C.). Posteriormente Nairi (1400 a. C.-siglo XI a. C.) y en plena Edad de Hierro, el reino de Urartu (siglo XI a. C.-585 a. C.a. C.), sucesivamente establecieron su soberanía sobre La meseta armenia. Cada una de esas naciones participaron en la etnogénesis del pueblo armenio. Ereván, la moderna capital de Armenia, fue fundada en el siglo VIII a. C. por el rey de Urartu Argishti I.

## Historia
La dinastía gobernante de Urartu fue sustituida por la Dinastía Oróntida, que se estableció hacia la época de la invasión escita y meda en el siglo VI a. C. Se trató del primer estado que es llamado "Armenia" por los pueblos vecinos (lo que no es el nombre de los propios armenios) (Hecateo de Mileto e Inscripción de Behistún). Heródoto se refirió a Armenia en el siglo V a. C.
Armenia fue gobernada luego sucesivamente por la dinastía artáxida (189 a. C.-12) y la dinastía arsácida (54-428. En su cenit, desde el 95 a. C. hasta el 59 a. C., bajo Tigranes el Grande, Armenia extendió su dominio sobre partes del Cáucaso, el noroeste de Irán, el este de la actual Turquía, Siria y Líbano. Durante dos décadas, Armenia fue uno de los estados más poderosos de oriente. Posteriormente Armenia fue a menudo un foco de conflicto entre Roma y Persia y durante períodos intermitentes sufrió la conquista transitoria por alguna de las dos potencias vecinas.
En el 301, Armenia se convirtió en el primer estado que adoptó el cristianismo como religión oficial, iniciando una nueva era en la historia del pueblo armenio. Más tarde, con el fin de fortalecer la identidad nacional, Mesrop Mashtots creó el alfabeto armenio. Esto inició la "Edad de Oro de Armenia", durante la cual muchos libros y manuscritos extranjeros fueron traducidos al armenio por Mesrop y sus discípulos. Armenia perdió su soberanía en el 428 y fue dividida entre el Imperio bizantino y el Imperio sasánida.
La Armenia oriental fue incorporada como marzpanato en el Imperio sasánida, gobernada por un marzpan armenio, hasta el 636, cuando la Persia sasánida fue destruida por el califato árabe. Armenia emergió como principado autónomo dentro del imperio árabe, uniéndose a él también las tierras tomadas previamente por el Imperio bizantino. Era parte de la división del emirato administrativo Arminiyya, que también incluyó partes de Georgia y de Albania caucásica, y tenía su centro en la ciudad armenia de Dvin. El principado de Armenia duró hasta 884, cuando recuperó su independencia del debilitado imperio árabe.
En 885 los armenios consiguen restablecerse a sí mismos como una entidad soberana bajo la dirección de Ashot I de la dinastía bagrátida. Una parte considerable de la nobleza armenia y campesinos huyeron de la ocupación bizantina de Armenia en 1045 y luego de la invasión de la región por los turcos selyúcidas en 1064 y en 1080, fundaron un Estado independiente armenio, el Reino de Cilicia, que se convirtió en el foco de nacionalismo armenio y en apoyos más destacados para las Cruzadas.
En el siglo XVI, Armenia oriental fue conquistada por el Imperio persa safávida, mientras que Armenia occidental cayó bajo la dominación otomana. En la década de 1820, las partes de la Armenia histórica bajo control persa, en torno a Ereván y al lago Sevan fueron incorporadas al Imperio ruso, pero Armenia occidental se mantuvo bajo el Imperio otomano.
En 1839, la situación de los armenios otomanos mejoró ligeramente, después de que Abdul Mejid I llevara a cabo importantes reformas en sus territorios. Sin embargo, sultanes posteriores, como Abdul Hamid II detuvieron las reformas y llevaron a cabo violentas matanzas, ahora conocidas como masacres hamidianas (1894-1896).

### Genocidio
La limpieza étnica de armenios durante los últimos años del Imperio otomano es ampliamente considerada como un genocidio. El número de víctimas se estima en 1,5 millones, con una ola de persecución entre los años 1894 y 1896 y otra que culminó con los acontecimientos del genocidio armenio en 1915 y 1916.[cita requerida]
Con la Primera Guerra Mundial en curso, los turcos acusaron a los armenios (cristianos) de aliarse con la Rusia imperial y se utilizó tal pretexto para perseguir a toda la población armenia como un enemigo dentro de su imperio.[cita requerida] El número exacto de muertes en el último período es difícil de establecer. Todos los gobiernos turcos posteriores han rechazado las acusaciones de genocidio.[cita requerida]
A raíz de la desintegración del Imperio ruso en el período posterior a la Primera Guerra Mundial, por un breve período, de 1918 a 1920, Armenia fue una república independiente. A finales de 1920, los comunistas llegaron al poder tras una invasión de Armenia por el Ejército Rojo[cita requerida], y en 1922 Armenia se convirtió en parte de la Unión Soviética como integrante de la República Socialista Soviética Federativa Transcaucásica. En 1936 se creó la República Socialista Soviética de Armenia.

### Independencia
Armenia declaró su independencia el 21 de septiembre de 1991. Posteriormente se enfrentó en una guerra con Azerbaiyán por el control de la región del Alto Karabaj. Tras una ofensiva azerí en 2023, se desmanteló la república de Artsaj y los habitantes huyeron a Armenia.

## Distribución geográfica

### Armenia

Grupos étnicos del Cáucaso. Los armenios, en verde claro, son el pueblo mayoritario tanto en Armenia como en parte de Georgia, y en partes de Azerbaiyán hasta 2023, mientras que su presencia en las áreas turcas tradicionalmente armenias ya no es significativa.

Los armenios han tenido una amplia presencia en la Meseta Armenia, desde hace más de cuatro mil años, que en términos de las tradiciones se habría iniciado desde el momento en que Haik, el legendario patriarca y fundador de la primera nación armenia, venció al Bel de Babilonia. Hoy, no solo constituyen una abrumadora mayoría en la República Armenia. Armenios de la diáspora informal se refieren a todos ellos como Hayastantsi (Հայաստանցի), que son de Armenia, es decir que ellos o sus antepasados no se vieron forzados a huir en 1915. Ellos, así como los armenios de Irán, Georgia (donde los armenios son mayoría en la provincia Samtsje-Javajeti), Abjasia, Ucrania y Rusia, hablan el dialecto oriental de la lengua armenia. El Estado es cristiano, pero la mayoría de sus ciudadanos se declaran cristianos apostólicos armenios.

### Diáspora

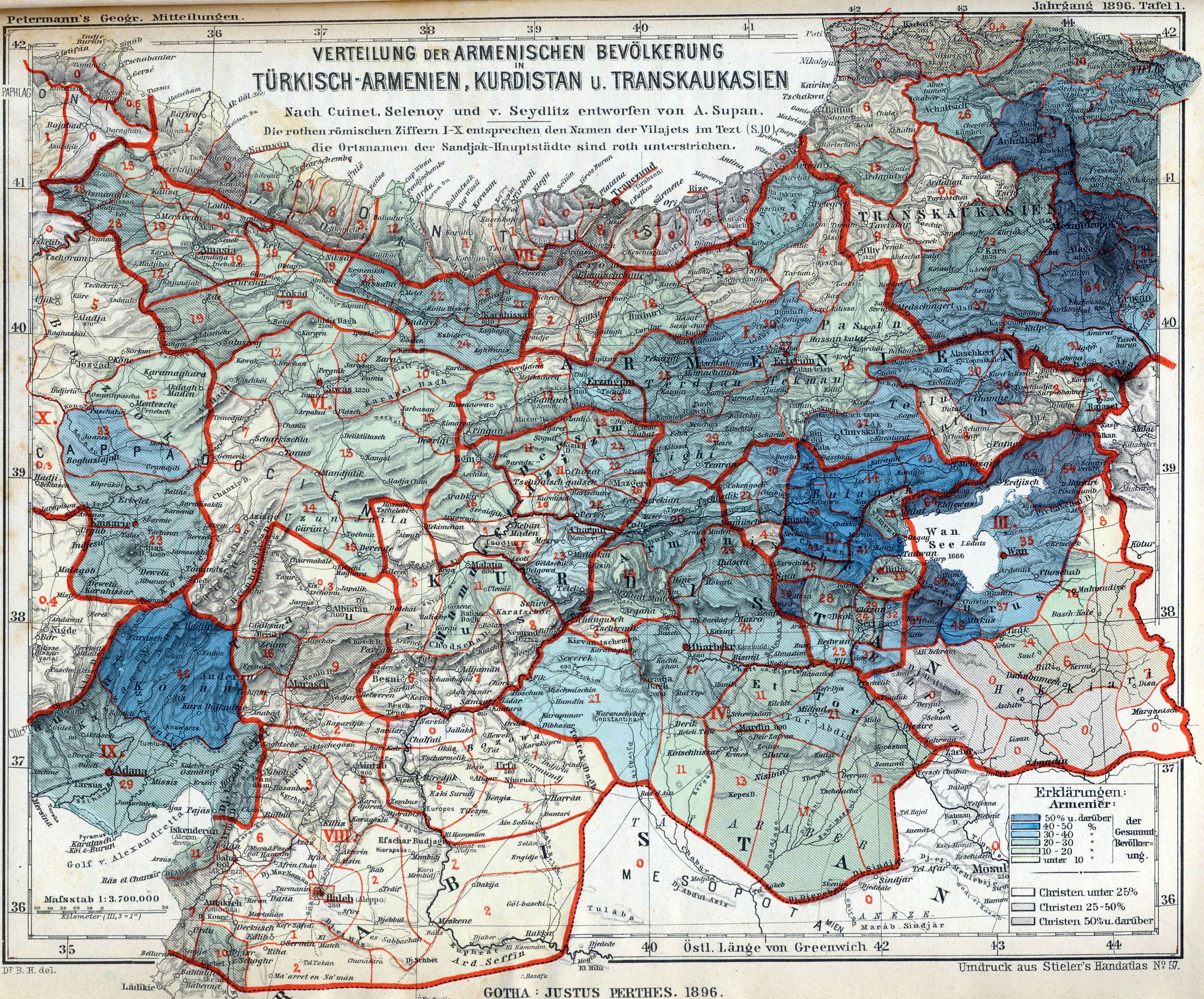
Población de origen armenio en la región de Anatolia y en el Cáucaso en el año 1896.

Pequeñas comunidades armenias de comerciantes han existido fuera de Armenia durante siglos. Una comunidad ha vivido desde hace unos 1700 años en Tierra Santa, y el Barrio Armenio es uno de los cuatro barrios de la ciudad vieja de Jerusalén. También hay remanentes de las antiguamente populosas comunidades en la India, Birmania, y el sudeste asiático. Sin embargo, la mayoría de los armenios se hallan esparcidos por todo el mundo como consecuencia directa del genocidio de 1915 perpetrado por el Imperio Otomano, que determinó la diáspora armenia.

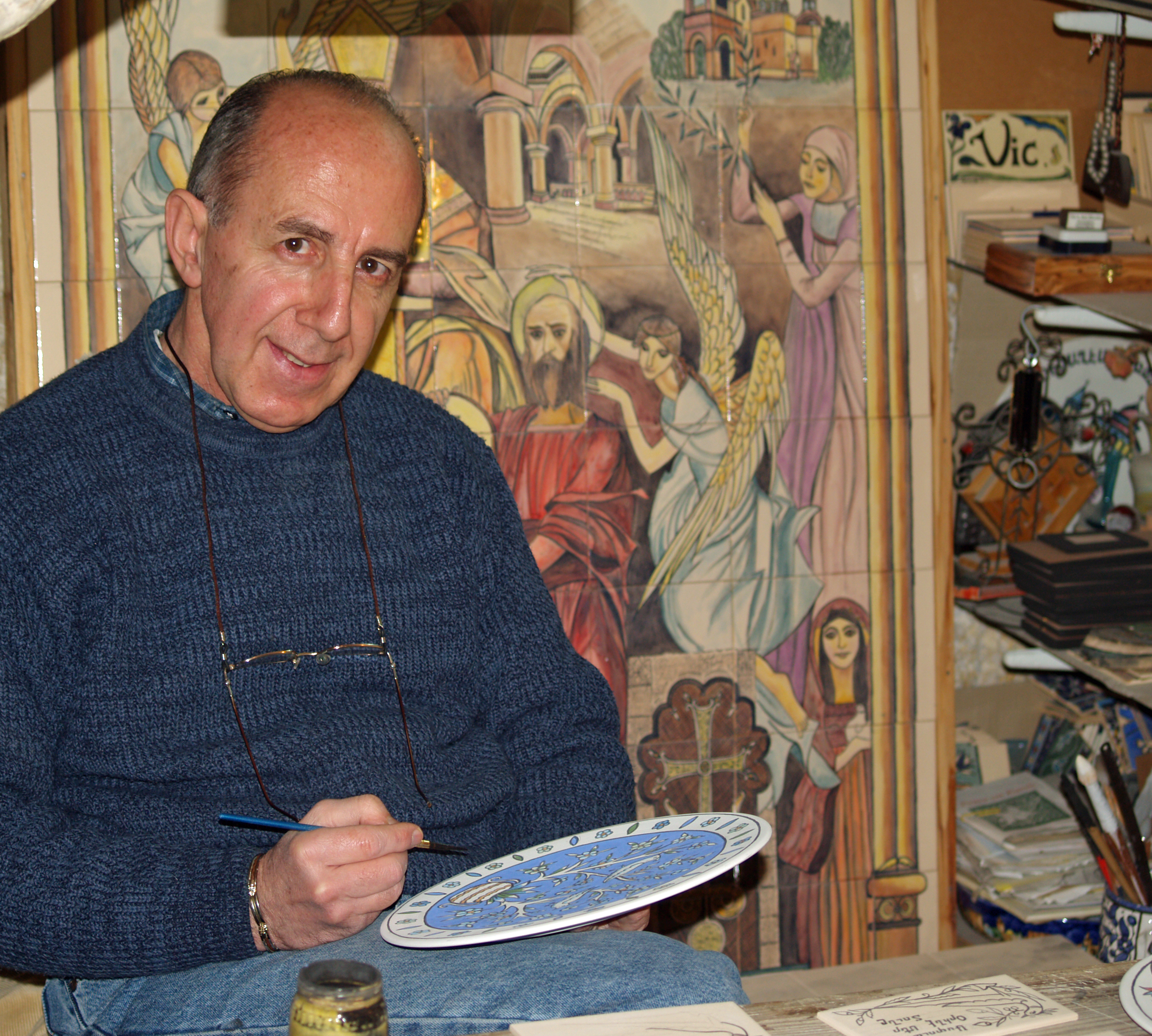
Un alfarero armenio en la ciudad vieja de Jerusalén.

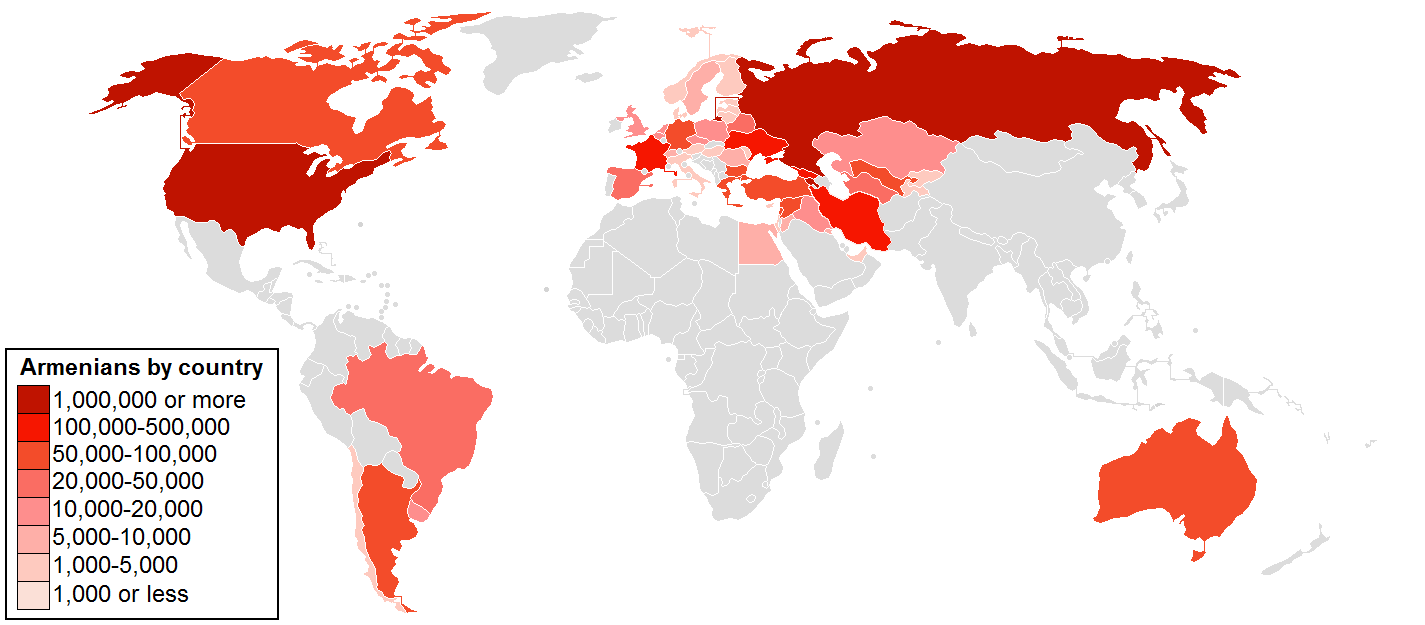
Mapa de la Diáspora Armenia.

Dentro de la comunidad de la diáspora existe una clasificación no oficial de los distintos tipos de armenios. Por ejemplo, los armenios originarios de Irán se denominan Parskahay (Պարսկահայ), mientras que los armenios del Líbano son normalmente se hace referencia como Libananahay (Լիբանանահայ). Los armenios de la diáspora son los principales hablantes del dialecto occidental de la lengua armenia. Este dialecto tiene considerables diferencias con el armenio oriental, pero los hablantes de cualquiera de las dos variantes, pueden por lo general entenderse mutuamente.
Desde la llegada de Martin el armenio a la colonia de Jamestown en 1618, los armenios se han dispersado por todo los Estados Unidos: Watertown, Massachusetts; Fresno, California; Detroit, Míchigan; Glendale, California; y Los Ángeles, California, son centros de población armenia en los Estados Unidos; También hay una concentración significativa en la ciudad de Nueva York.
Glendale, California, en particular, es famoso por su alta concentración de los armenios; Hay unos 78.000 armenios, según el censo de EE. UU. de 2000. Armenios residentes de la ciudad son miembros activos en el gobierno municipal y la cámara de comercio. En Hollywood, California, una pequeña porción que se conoce como "Pequeña Armenia", se extiende de este a oeste de la Wilton Avenue a la Vermont Avenue  y de norte a sur de Hollywood Boulevard hasta Santa Mónica Boulevard. En el Canadá, se puede encontrar un gran número de armenios en Toronto, Ontario y Montreal, Quebec.
Los armenios también están presentes en varios países de América Latina, con las mayor concentración en Argentina, Brasil, Uruguay, México y Venezuela

## Cultura

### Lenguaje y  literatura
El idioma armenio es una rama única de la familia de las lenguas indoeuropeas, y con unos 8 a 11 millones de hablantes es una de las más pequeñas que sobreviven, comparable en tamaño a la albanesa o con la del un poco más ampliamente hablado idioma griego, con el cual puede estar conectado.
Cinco millones de hablantes del armenio oriental viven en el Cáucaso, Rusia e Irán, y cerca de dos a tres millones de personas en la diáspora armenia hablan el armenio occidental. Según cifras del censo, hay 300.000 estadounidenses que hablan armenio en el hogar. De hecho, es la vigésima lengua más comúnmente hablada en los Estados Unidos, con apenas un poco menos de hablantes que el Criollo haitiano, y un poco más que el Navajo, mientras que en el condado de Los Ángeles (California) es el segundo idioma minoritario después del español, según el censo del año 2000.
La literatura armenia se remonta al 400 d. C., cuando Mesrop Mashtots inventó el alfabeto armenio. Este período es a menudo considerado como la Edad de Oro de la literatura armenia. La primera obra escrita originalmente en armenio ha sido escrita por el "padre de la historia armenia", Moisés de Corene (Jorén, Jorenatsí), quien fue autor de La Historia de Armenia. El libro abarca desde de la formación del pueblo armenio en el siglo V a. C.
La literatura armenia se ve enriquecida con la traducción de numerosas obras del griego y siríaco, así como por la creación de obras propias. Más adelante, se establecen decenas de monasterios que al mismo tiempo eran centros de altos estudios, donde se estudiaban el trivium y el quadrivium, para culminar en estudios de teología y filosofía. Estos centros, llamados vardapetanóts (centros de preparación de doctores eclesiásticos) tienen su época de oro a partir de los siglos IX y X, culminando en el establecimiento de universidades cuya vida se extiende hasta mediados del siglo XV. Buena parte de la literatura creada en la época medieval es producida por vardapet (doctores eclesiásticos) que regresan de estos monasterios. Sus mejores exponentes son San Gregorio de Narek (s. X-XI), el príncipe y militar Gregorio Magistros (990-1058), San Nersés Shnorhalí (1098-1173) y Grigor Tghá (c. 1133-1193).
El siglo XIX vio un gran movimiento literario que dio lugar a la moderna literatura armenia. Este período, durante el cual floreció la cultura armenia, se conoce como el Período de Renovación (Zartonki shrchan). La autores "Renovados" de Constantinopla y Tiflis, casi idénticos a los románticos de Europa, estaban interesados en el fomento del nacionalismo armenio. La mayoría de ellos adoptaron las recientemente consolidadas variedades literarias oriental y occidental de la lengua armenia, en función del público objetivo, y las prefirieron al armenio clásico (grabar). Entre las masacres hamidianas (1895-1896), cuando unos 300.000 armenios fueron asesinados, y el Genocidio de 1915-1923, la literatura armenia occidental experimentó una época de gloria, especialmente entre 1908 y 1915, a raíz de la proclamación de libertades en el Imperio otomano. Autores que crearon en este periodo, como Misak Medzarénts (1888-1908), Siamantó (1878-1915), Daniel Varuzhán (1884-1915), Vahán Tekeyan (1878-1948), Hagop Oshagán (1883-1948) y otros continúan siendo considerados como referentes de la literatura armenia moderna. Entre ellos, el movimiento literario Meheán (templo pagano) (1914) propuso ideas propias a partir de la influencia de los románticos de Jena y de Nietzsche, sugiriendo que el arte y la literatura constituirían el "centro" sobre el cual iría a erigirse otra vez la nación desperdigada.
Luego del arresto y la posterior aniquilación de buena parte de la intelectualidad armenia el 24 de abril de 1915 y la dispersión de los sobrevivientes del Genocidio, la literatura de la diáspora armenia genera movimientos tales como "Menk" (Nosotros) de París (1931) y Ahegán (Beirut, fines de los '60). Los autores más importantes incluyen a Nigoghós Sarafian (1902-1972), Shahán Shahnur (1903-1974), Vahé Oshagán (1922-2000), Zahrad (1924-2007), Zareh Jrajuní (1926-), Vehanush Tekian (1948-) y Krikor Beledian (1948-).
En Armenia oriental escritores como Eghishé Charénts, Aksel Bagúnts, Paruyr Sevak, Gevork Emin, Silva Kaputikyan y Hovhannes Shiraz, comenzaron una nueva era literaria.

### Religión

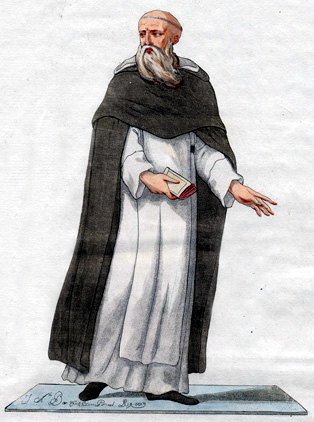
Religioso Armenio, 1779.

La adopción del cristianismo como religión del estado en 301 d. C., fue un paso crucial para la vida del pueblo armenio. Se estableció una iglesia que todavía existe, con independencia de la Iglesia católica y de las iglesias ortodoxas, habiendo llegado a ser
así desde el año 451 d. C., como consecuencia de su excomunión por el Concilio de Calcedonia.
La Iglesia Apostólica Armenia hace parte de la comunión Ortodoxa Oriental. Durante sus eclipses políticos, Armenia dependió de la iglesia para preservar y proteger su identidad única. La ubicación original para el Catholicos de la iglesia armenia, es Echmiadzin. Sin embargo, debido a la agitación continua que caracteriza el escenario político de Armenia, el poder político lo trasladó a lugares más seguros y la Iglesia aceptó el traslado a diferentes lugares, junto con la autoridad política. Por lo tanto, finalmente se trasladó a Cilicia en la Santa Sede de Cilicia.
Por mucho tiempo Armenia ha sido una  "isla" en una región de mayoría musulmana. El Reino Armenio de Cilicia tenían estrechos lazos con los Estados Europeos de las Cruzadas. Más tarde, el deterioro de la situación en la región, llevó a los obispos de Armenia para elegir un Catholicos de Echmiadzin, la sede original del Catolicosado. En 1441, un nuevo Catholicos de Echmiadzin fue elegido en la persona de Kirakos Virapetsi, mientras que Krikor Moussapegiants conservó su título como Catholicos de Cilicia. Por lo tanto, desde 1441, se han nombrado dos Catholicos en la Iglesia armenia, con la igualdad de derechos y privilegios, y con sus respectivas jurisdicciones. La primacía de honor del Catolicosado de Echmiadzin, siempre ha sido reconocida por el Catolicosado de Cilicia.

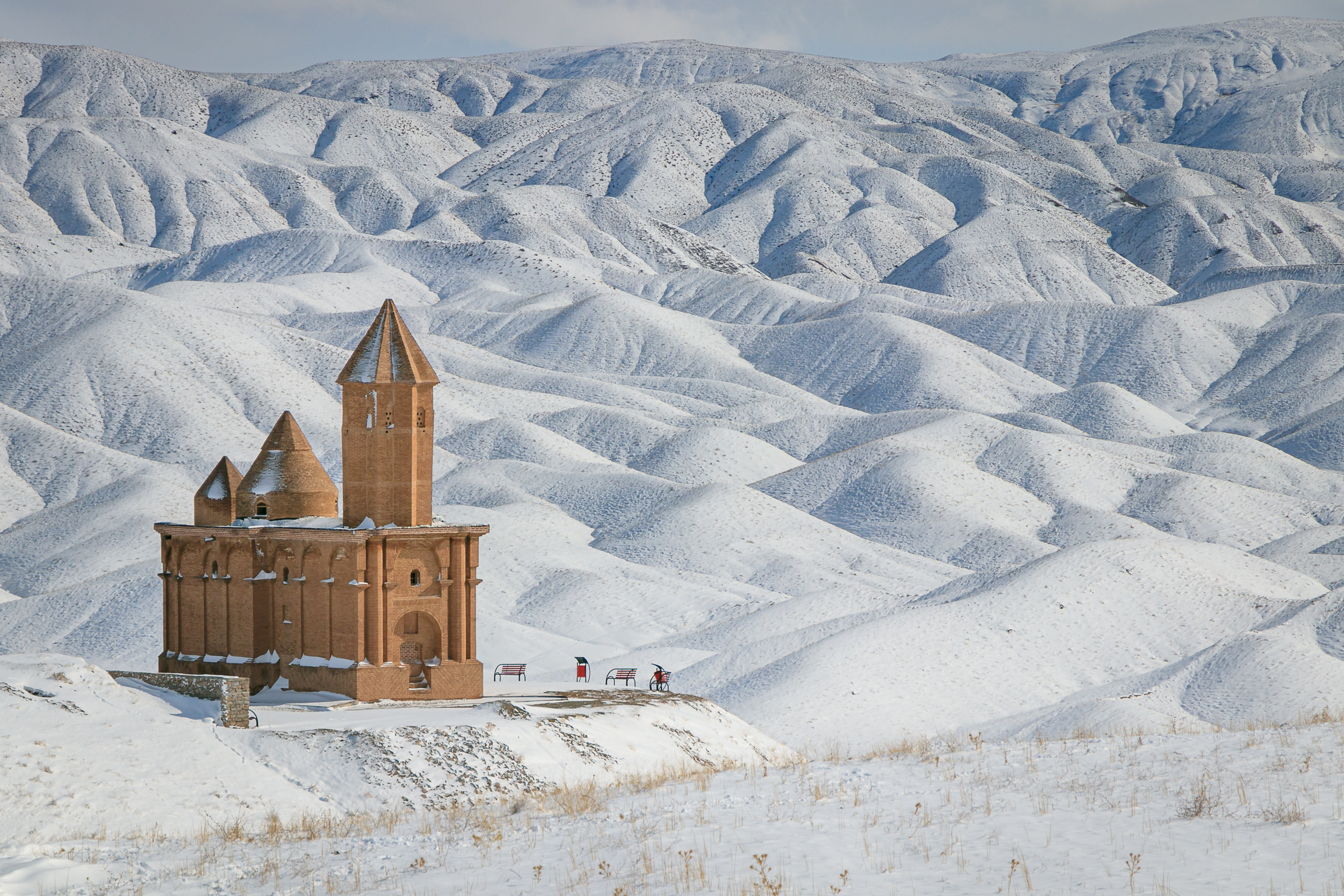
Vista invernal de la Iglesia de San Juan en Sohrol, una iglesia católica armenia del o en Sohrol, Shabestar, Irán.

Mientras que la Iglesia apostólica armenia sigue siendo la más destacada y numerosa al interior de las comunidades armenias de todo el mundo, los armenios (especialmente en la diáspora) también ingresan a otras denominaciones cristianas. Estas incluyen la Iglesia católica armenia (que sigue su propio rito, pero está en comunión con la Iglesia católica), la Iglesia Evangélica Armenia, que comenzó como una reforma en la iglesia madre y más tarde se separó, y la Iglesia de la hermandad armenia, que nació de la Evangélica, pero más tarde rompió con ella. Hay otras iglesias armenias pertenecientes a diversas denominaciones protestantes.

### Música
La mayor representación de la música armenia folclrórica en su forma de canciones y danzas, música espiritual y música épica antigua de Armenia está concentrado en la obra de Komitas que concentra la milenaria música de los armenios de Armenia Oriental y Occidental, en sus Casi 3000 obras recogidas de los cuales se conservan cerca de 1700 piezas. De tal manera, que música armenia y Komitas han llegado a ser sinónimos.
La música armenia es una mezcla de música popular indígena, tal vez mejor representado en la actualidad por Djivan Gasparyan y la conocida música duduk, así como música pop y la música cristiana debida a la condición de Armenia, la nación cristiana más antigua del mundo. Puesto que los armenios son llamados cristianos-gregorianos debido a San Gregorio el Iluminador, son mundialmente conocidos los cantos gregorianos, procedentes de Armenia.
Instrumentos como el duduk, el dhol, el zurna y el kanun se encuentran comúnmente en la música folklórica armenia. Artistas como Sayat Nova son famosos por su influencia en el desarrollo de la música folclórica armenia. Uno de los tipos más antiguos de música armenia es el Canto Armenio, que es el tipo más común de la música religiosa en Armenia. Muchos de estos cantos son de antiguos orígenes, previos al cristianismo, mientras que otros son relativamente modernos, incluidos varios compuesto por San Mesrop Mashtots, el inventor del alfabeto armenio. Durante el dominio soviético, la música clásica del compositor armenio Aram Jachaturián, se hizo internacionalmente conocida, por diversos ballets y el Sabre Dance de su composición para el ballet Gayaneh.
El genocidio armenio causó la emigración generalizada que condujo a la liquidación de los armenios en diversos países del mundo. A los armenios mantienen sus tradiciones y ciertas diásporas subieron a la fama con su música. En el puesto de Genocidio comunidad armenia de los Estados Unidos, el llamado estilo kef de música de baile armenio, utilizando instrumentos populares de Oriente Medio (a menudo eléctricos y amplificados) y algunos instrumentos occidentales, era muy popular. Este estilo conservas las canciones y los bailes de Armenia occidental, y muchos artistas también tocan canciones populares contemporáneas de Turquía y de otros países de Oriente Próximo a partir de la cual los armenios emigraron. Richard Hagopian es quizás el más famoso artista del tradicional estilo kef y la Banda Vosbikian se destacó en los años 40 y 50 por desarrollar su propio estilo de música kef, fuertemente influenciado por el popular American Big Band Jazz de la época.
Posteriormente, se derivan en la diáspora armenia del Medio Oriente y bajo la influencia de la música pop de Europa continental (especialmente francesa), la música pop armenia, género que consiguió la fama durante los años 60 y 70, con artistas como Adiss Harmandian y Harout Pamboukjian. Otros armenios de la diásporas que elevaron a la fama internacional en la música clásica o círculos son renombre mundial francés - los cantantes y compositores franco-armenios Charles Aznavour, Hasmik Papian y más recientemente, Isabel Bayrakdarian. Algunos artistas armenios se dedican a cantar canciones no armenias, como la banda de heavy metal System of a Down (la cual no obstante, a menudo incorpora instrumentos y estilos tradicionales armenios en sus canciones) o la estrella del pop Cher. En la diáspora armenia, canciones revolucionarias armenias son muy populares entre los jóvenes. Estas canciones armenias fomentan el patriotismo y, por lo general tratan acerca de la historia armenia y los héroes nacionales.

### Cocina
Los armenios disfrutan de diferentes alimentos nativos y extranjeros. El Lavash es un pan plano suave, delgado, de harina, agua, sal y es un regalo especial. Otros alimentos famosos incluyen los kebab (carne a la parrilla marinada), t'pov dolma (carne de cordero picada y arroz envuelto en hojas de vid), kaghambi dolma (carne picada y arroz envuelto en repollo), amarayin dolma (núcleo de tomates, berenjenas y pimientos verdes rellenas con carne picada y arroz mezclado), y Plav, un sabroso plato de arroz. Las frutas desempeñan una parte importante en la dieta de Armenia. Albaricoques (también conocidos como duraznos armenios) proceden de esta zona y tienen un sabor único, los melocotones, las uvas y las granadas son nativos y también son muy populares. También son comunes los higos, sandías y melones.

### Deportes

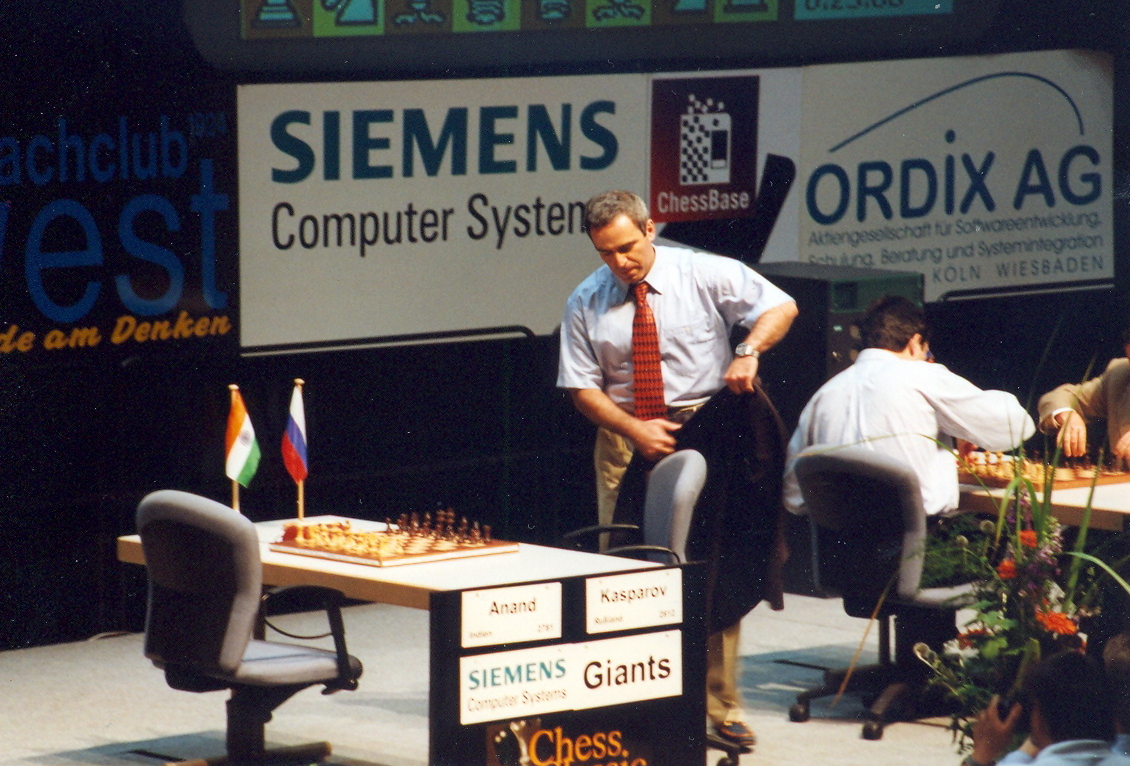
Garry Kasparov, "Ajedrez clásico", en 1999, en Fráncfort, Alemania

Muchos tipos de deportes se practican en Armenia, entre los que destacan el fútbol, el ajedrez, el boxeo, el baloncesto, el hockey y voleibol.
Los armenios han tenido gran éxito en el ajedrez, que es el deporte más popular en Armenia. Algunos de los más destacados jugadores de ajedrez en el mundo son armenios: Tigran Petrosian, Levon Aronian y Rafael Vaganian.
Durante la era soviética, los atletas de Armenia pasaron a ganar prominencia y muchas medallas y a ayudar a la URSS a ganar la medalla de la clasificación en las Olimpiadas en numerosas ocasiones. La primera medalla ganada por un armenio moderno en la historia olímpica fue por Hrant Shahinian, que ganó dos oro y dos de plata en gimnasia en los Juegos Olímpicos de Helsinki 1952. En el fútbol, el más exitoso de su equipo fue el FC Ararat Yerevan, que se llevó la mayoría de los campeonatos de la Unión Soviética en los años 70 y también ha logrado vencer a clubes como el Bayern Múnich en la Eurocopa. Los armenios también han tenido éxitos en la halterofilia y lucha libre, en la que ganaron medallas en cada deporte en las Olimpiadas.
Desde la independencia, el Gobierno armenio ha sido activamente la reconstrucción de su programa deportivo en el país.

### Instituciones
La República, el Estado Nacional Armenio, es la principal institución armenia hoy. Otras instituciones importantes son:
- La Iglesia apostólica armenia
- La Iglesia católica armenia
- La Iglesia Evangélica Armenia La comunidad fue reconocida oficialmente en 1846 por el Imperio otomano.
- La Armenian General Benevolent Union (AGBU) fundada en 1906 y la más grande de las organización armenias sin fines de lucro en el mundo, con instituciones educativas, culturales y proyectos humanitarios en seis continentes.
- La Federación Revolucionaria Armenia fue fundada en 1890. Suele denominarse la Dashnak, que significa Federación en armenio. El Foro es la mayor organización política armenia de todo el mundo y la única organización de la diáspora con una importante presencia política en la República de Armenia.
- La Armenian Relief Society (Sociedad del Socorro Armenio), fundada en 1910.
- Hamazgayin, una sociedad cultural y educativa armenia fundada en El Cairo en 1928, y responsable de la fundación de escuelas secundarias e instituciones de enseñanza superior de varios países.
- Homenetmen, una organización armenia deportiva y de escultismo, fundada en 1910 con una membresía de alrededor de 25.000 personas.